# Wes Ramsey
Wes Ramsey (Louisville, 6 ottobre 1977) è un attore statunitense.

## Biografia
Wesley A. Ramsey nasce a Louisville, in Kentucky. Si interessa di recitazione già all'età di dodici anni e si iscrive ad un corso intensivo di tre settimane al Walden Theater. Trascorre i successivi sette anni a perfezionare le sue abilità continuando gli studi presso la Juilliard School di Manhattan dove si laurea nel 2000
Debutta in televisione nel 2000 nel ruolo di Sam Spencer in Sentieri e partecipa ad altre serie televisive come Streghe, CSI: NY, CSI: Miami, Heroes e Dr. House - Medical Division. È spesso ricordato per il suo ruolo di protagonista nel film indipendente Latter Days - Inguaribili romantici.

## Filmografia

### Cinema
- Latter Days - Inguaribili romantici (Latter Days), regia di C. Jay Cox (2003)
- Ski College, regia di Jonathan Schwartz (2005)
- L.A. Dicks, regia di Dean Alioto (2005)
- Slippery Slope, regia di Sarah Schenck (2006)
- Quel genio di Bickford (Bickford Shmeckler's Cool Ideas), regia di Scott Lew (2006)
- Brotherhood of Blood, regia di Michael Roesch e Peter Scheerer (2007)
- Dark Honeymoon, regia di David O'Malley (2008)
- Dracula's Guest, regia di Michael Feifer (2008)

### Televisione
- Luis – serie TV (2003)
- CSI: Miami – serie TV, 21 episodi (2003-2011)
- Bitter Sweet, regia di Del Matthew Bigtree – film TV (2005)
- Streghe (Charmed) – serie TV, 5 episodi (2003-2006)
- Reign of the Gargoyles, regia di Ayton Davis – film TV (2007)
- Sentieri (The Guiding Light) – serie TV, 5 episodi (2000-2004, 2008)
- The Immortal Voyage of Captain Drake, regia di David Flores – film TV (2009)
- Il tempo della nostra vita (Days of Our Lives) – soap opera, 18 puntate (2009)
- Heroes – serie TV, episodi 4x01-4x02 (2009)
- CSI: NY – serie TV, episodio 6x07 (2009)
- Dr. House - Medical Division (House M.D.) – serie TV, episodio 6x18 (2010)
- The Event – serie TV, episodi 1x01-1x02 (2010)
- Venice the Series – serie TV, 12 episodi (2010)
- The Playboy Club – serie TV, 5 episodi (2011)
- Grey's Anatomy – serie TV, episodio 9x12 (2013)
- Castle – serie TV, episodio 6x07 (2013)
- Pretty Little Liars – serie TV, episodio 4x17 (2014)
- General Hospital – soap opera (2017-2022)

## Doppiatori italiani
Nelle versioni in italiano delle opere in cui ha recitato, Wes Ramsey è stato doppiato da:
- Stefano Billi in CSI: Miami, CSI: NY
- Marco Vivio in Streghe (ep. 6x10, 6x23, 7x20)
- Emiliano Coltorti in Streghe (ep. 8x22)
- Gianfranco Miranda in Dr. House - Medical Division
- Stefano Brusa in The Mentalist
- Corrado Conforti in Grey's Anatomy
- Marco Baroni in Castle
- Stefano Sperduti in Code Black
- Fabrizio Vidale in Latter Days - Inguaribili romantici